# Непальский конгресс
Непальский конгресс, НК (непальск. नेपाली काँग्रेस, англ. Nepali Congress) — старейшая существующая и влиятельная социал-демократическая политическая партия Непала, имеющая вторую по величине фракцию в законодательном собрании Непала. Партия неоднократно возглавляла коалиции, формировавшие правительства, ныне находится в оппозиции.
Ведущая некоммунистическая сила современной Федеративной демократической республики Непал, она с 1956 года провозглашала демократический социализм, однако со временем смещалась к центру, стала склонна к компромиссам и с монархией, и с традиционными элитами. Член Социалистического интернационала. Долгое время её лидером являлся бывший премьер-министр Непала Сушил Коирала. В настоящее время партию возглавляют Шер Бахадур Деуба и Рам Чандра Поудел.

## История
Непальский конгресс создан на учредительной конференции 1950 года путём слияния Непальского национального конгресса и Непальского демократического конгресса по подобию Индийского национального конгресса, на который партия с тех пор ориентируется. Партия Непальский национальный конгресс, созданная в январе 1947 года в индийских Калькутте и Бенаресе непальскими эмигрантами во главе с Бишвешваром Прасадом Коиралой, боровшимися за демонтаж автократического режима династии премьер-министров из клана Рана и переход к конституционной монархии и демократии. Выступала с социальной программой, которая включала требования аграрной реформы и может быть определена как левобуржуазная, и с проиндийской внешнеполитической ориентацией. Похожие политические позиции занимал и образованный в августе 1948 года Непальский демократический конгресс, под именем которого скрывалось прогрессивное крыло клана Рана, выступавшего против политики режима и за сохранение собственных привилегий.